# Bellosguardo
Bellosguardo – miejscowość i gmina we Włoszech, w regionie Kampania, w prowincji Salerno.
Według danych na rok 2004 gminę zamieszkiwało 1009 osób, 63,1 os./km².